# Radio Beta RFI
Radio Beta RFI od 20. februara 2007. godine emituje program na frekvenciji 107,9 FM za područje Beograda. Program na srpskom radio emituje od 7 do 19 sati, a na francuskom jeziku od 19 do 7 sati.
Radio je prvi oblik saradnje dva velika medijska brenda - međunarodnog francuskog radija Radio France Internationale (RFI) i Novinske agencije Beta. Ovaj koncept je jedinstven u Srbiji.
Radio Beta RFI je muzičko-informativna radio stanica namenjena Beograđanima. Informativni program radija sastoji se u kratkim ključnim vestima svakog sata i fleševima na pola sata.

Beta RFI nudi svojim slušaocima široki muzički program koji obuhvata svetske trendove.
Redakcija Beta RFI okuplja urednike, novinare, reportere i tehničare.
Redakcija Beta RFI se oslanja i na resurse osnivača :
- više od 200 novinara i dopisnika agencije Beta u zemlji, regionu i svetu ;
- 400 novinara RFI u Parizu i 300 dopisnika iz Evrope i sveta.

Redakcija RFI na južnoslovenskim jezicima koristeći potencijale Međunarodnog Francuskog radija svakodnevno je uključena u program beogradskog radija.

## Spoljašnje veze
- Zvanični sajt